# (2753) Duncan
(2753) Duncan (1966 DH; 1952 DH1; 1966 FL; 1973 UP; 1976 JC1; 1978 WM; 1980 ES) ist ein ungefähr 19 Kilometer großer Asteroid des mittleren Hauptgürtels, der am 18. Februar 1966 im Rahmen des Indiana Asteroid Programs am Goethe-Link-Observatorium in Brooklyn, Indiana (IAU-Code 760) entdeckt wurde. Durch das Indiana Asteroid Program wurden insgesamt 119 Asteroiden neu entdeckt.

## Benennung
(2753) Duncan wurde nach dem US-amerikanischen Astronomen John Charles Duncan (1882–1967) benannt, der Absolvent der Indiana University Bloomington war und bis 1916 an der Harvard University und am Radcliffe College bis 1916 und am Wellesley College bis zu seinem Ruhestand 1950 Astronomie unterrichtete. Danach lehrte er 14 Jahre lang an der University of Arizona. Sein Lehrbuch über Astronomie erschien in der ersten Auflage 1916 und in der fünften Auflage 1955.